# زیر هشت
زیر هشت نام یک مجموعه تلویزیونی ایرانی به کارگردانی سیروس مقدم است که در مرداد ۱۳۸۹ از شبکهٔ یک سیما پخش شد.

## داستان فیلم
مرد ۴۰ ساله‌ای به اسم عطا (امیر جعفری) که حاشیه‌نشین شهر تهران است، راننده و پادوی حاجی «کارخانه» است. عاشق منیژه (پانته‌آ بهرام) دختر حاجی می‌شود و به خاطر او و با نقشه او از جواهر فروشی سرقت می‌کند. و به زندان می‌رود. اما منیژه که فقط به خاطر انتقام گرفتن از پدرش که بعد از مرگ مادرش یک زن دیگه به اسم مهری (پوراندخت مهیمن) گرفته بود با عطا همکاری می‌کرد. چون پدرش بعد از سرقت سکته کرده بود، پشیمان شد و با مردی به اسم عادل (آرش مجیدی) ازدواج کرد و از محله شان رفت. عطا که در زندان با مردی به نام عیوضی (آتیلا پسیانی)، راننده کامیون، آشنا شده و نجاری یادگرفته توسط او متوجه ازدواج منیژه می‌شود و انگشتانش زیر دستگاه از بین می‌رود و از زندان بیرون می‌آید تا از منیژه انتقام بگیرد. منیژه برادر ناتنی به اسم منصور (کامران تفتی) دارد که کاشف راز بزرگ سرقت از جواهر فروشی و برلیان‌های ۶۰۰ میلیونی است. وقتی عطا مزاحم خواهرش می‌شود، او بچه‌های خواهر عطا، ملیحه (شیوا ابراهیمی)، را می‌دزدد تا عطا را سر بدواند…

## شخصیت‌ها
عطا خان عمو (امیر جعفری): مردی ۴۰ ساله با سری پرشور که می‌خواهد زود رشد کند. از بچه‌های حاشیه‌نشین تهران است. راننده و پادوی جواهر فروش حاجی «کارخانه» است. عاشق منیژه دختر صاحبکارش می‌شود و با نقشه منیژه، جواهرفروشی را سرقت می‌کند ولی دستگیر می‌شود و برایش دوسال زندان می‌برند. در زندان با عیوضی آشنا می‌شود، نجاری یادمی‌گیرد و وقتی می‌فهمد منیژه ازدواج کرده انگشتانش زیر دستگاه از بین می‌رود. از زندان بیرون می‌آید تا انتقام بگیرد.
منیژه (پانته‌آ بهرام): دختر یکی یکدانه حاجی کارخانه، مادرش در هفت سالگی مرده و زیر دست نامادری (مهری) بزرگ شده. سر همین ماجرا با پدرش بد افتاده و با او لج می‌کند. چون پدرش مخالف ازدواج او با عطاست. او اصرار به این ازدواج دارد. نقشه دزدی را می‌کشد. وقتی سرقت لو می‌رود و عطا دستگیر می‌شود او با عادل ازدواج می‌کند و از محله شان می‌رود.
منصور (کامران تفتی): پسر نامادری منیژه که دو سال بزرگ‌تر از اوست و عاشق خانواده اش است. او در جریان سرقت از جواهرفروشی است و راز بزرگ این سرقت از طریق او کشف می‌شود. او می‌خواهد مدام بین منیژه و عطا باشد تا کسی ماجرای برلیان‌ها را پیگیری نکند.
فاطمه (مریم امیر جلالی): مادر دلسوز عادل، شوهرش پهلوان نایب کلی برای خودش کیا و بیا داشته. بزرگتر و ریش سفید جمع که با صبر و حوصله می‌خواهد همه را دور هم جمع کند.
ملیحه (شیوا ابراهیمی): خواهر کوچک‌تر عطا، همسر سیروس، دو تا بچه دارد که ناگهان وسط درگیری عطا و منیژه می‌افتد. منصور، بچه ملیحه را می‌دزدد تا عطا را سر بدواند.
امیرعلی عیوضی (آتیلا پسیانی): راننده کامیون و استخوان خرد کرده زندان، کارش جمع و جور کردن زندانی‌های تازه‌وارد است. عطا را جمع می‌کند و به او نجاری یاد می‌دهد. عیوضی سه نفر را موقع رانندگی زیر گرفته، از بازمانده‌های دو نفر رضایت گرفته و دارد تلاش می‌کند از نفر سوم هم رضایت بگیرد.
عادل نایب (آرش مجیدی): همسر از همه جا بی‌خبر منیژه، پسر پهلوان نایب که یکهو وسط ماجرای گذشته زنش می‌افتد.
مهری (پوراندخت مهیمن): نامادری منیژه که وقتی منصور نه سالش است با حاجی کارخانه ازدواج می‌کند و با منیژه مشکل دارد.
اقدس والا (ملیحه نیکجومند): مادر عطا و راوی قصه. همراه با پدر عطا در روستا بوده‌اند و زیر فشار ارباب روستا مجبور به مهاجرت به شهر می‌شوند. با مرگ شوهرش، به تنهایی بچه‌ها را بزرگ می‌کند.
سقا: پدر عطا، سقا و آب آور روستا. اهل باج دادن به ارباب نیست. برای همین او را از روستا بیرون می‌کنند. به تهران می‌آید و حاشیه نشین می‌شود. در تهران هم سقایی می‌کند تا این که یک روز داخل یک آب انبار می‌افتد و می‌میرد.
فرامرزی ( مسعود چوبین): نگهبان مجتمع مسکونی است که ورود و خروج افراد را کنترل می کند ولی در لحظه خودکشی عادل گرفتار درگیری با او می شود و تا مرز کشته شدن پیش می رود اما با کمک منصور نجات پیدا می کند
پرویز نیازی (پرویز سنگ سهیل): مدیر گرمخانه منطقه ۶، دوست عطا که به او در مشکلات کمک می‌کند.
سیروس (بهروز قادری): شوهر خواهر عطا، از خانواده زنش متنفر است، بخاطر اعتیادش در گذشته به سختی اقدس خانم به او جواب مثبت داده‌است.
موسی (سعید نوالهی): دوست پرویز و نگهبان پارک که شب‌ها را در گرمخانه سپری می‌کند، او دخترش را جای پسر جا زده تا بتواند او را در گرمخانه بیاورد.
جهان (علیرضا مهران): خلافکاری که در گرمخانه با عطا درگیر می‌شود، همچنین در زندان نیز همدیگر را می‌بینند، او به عطا پیشنهاد می‌کند که دلارهایی را که ممل در اتاق پرویز مخفی کرده‌است را خارج کنند تا عطا با سهمش سند عیوضی را آزاد کند.
ممل (سید علی صالحی): پسر عموی جهان که دلارها را در اتاق پرویز چال کرده‌است.
یونس (اصغر محبی): مددکار زندان که سعی می‌کند به عطا در زندان کمک کند.
حاجی کارخانه: پدر منیژه، صاحب جواهر فروشی. با مرگ زنش، با مهری که پسر کوچک و منصور را دارد ازدواج می‌کند. مدام در حال کل کل با منیژه است. عطا را که هشت بار به خواستگاری منیژه آمده، رد می‌کند و وقتی می‌فهمد از جواهر فروشی اش سرقت شده، سکته می‌کند.

## موسیقی
آهنگساز مجموعه تلویزیونی «زیر هشت» گفت: موسیقی این سریال برپایه موسیقی کلاسیک است اما برای تعریف فضای کلی داستان از رنگمایه‌های موسیقی ایرانی نیز استفاده کرده‌ام. آریا عظیمی نژاد آهنگساز ضمن بیان این مطلب با اشاره به چگونگی ساخت موسیقی این سریال به خبرنگار مهر، گفت: سریال تلویزیونی «زیر هشت» داستانی پراز حادثه و هیجان دارد و به اعتقادمن جریان روایت داستان پس از گذشت دو هفته از پخش آن تازه به جریان افتاده‌است و طبعاً موسیقی خاص خود را می‌طلبد از همین رو طبق صحبت‌هایی که با سیروس مقدم کارگردان سریال داشتم برخلاف نظر او اصرار به استفاده از موسیقی کلاسیک داشتم به همین دلیل از رنگ مایه‌های موسیقی ایرانی استفاده نکردم و هدف این بود که فضایی از موسیقی را ارائه دهم که بتواند حس و حال شخصیت‌های اصلی داستان و داستانک‌های کوچکی که درکنار خط اصلی روایت اتفاق می‌افتد را به خوبی بیان کند.

## روایت سیروس مقدم از سریال
آری زیرهشت مثل ناموس من است و نسبت به آن تعصب دارم. حتماً می‌پرسید چرا؟ من می‌گویم برای اینکه زیرهشت تنها سریال من است که تماماً منطبق بر رؤیاها و خواسته‌های من ساخته شد. فیلم نامه سعید نعمت‌الله کاملترین فیلم نامه ای است که ساخته‌ام، آدم‌هایش را کاملاً می‌شناختم، حرفهایشان را می‌فهمیدم، عصیان گری عطا خان عمو را درک می‌کردم و از همه مهم‌تر لحظاتی در فیلم نامه بود که منقلبم می‌کرد و هیجان زده می‌شدم. شخصیت عطا خان عمو با بازی زیبای امیر جعفری خیلی خوب نوشته شده بود مثل منصور با بازی کامران تفتی و … سالیان درازی بود که در کارهای نمایشی ما کاراکتر مرد با تمام خصوصیات مردانه حضور نداشت، عطا خان عمو همان وجوه مردانه گم شده قصه‌های ما بود که تا قبل از آن به گونه‌های سترون و اخته و ناتوان با تمایلات و روحیات سانتی مانتالیزم در بسیاری آثار دیده بودیم.
عطا خان عمو شاید تنها مرد به معنای واقعی فیلم نامه‌ها بود که روحیه ای عصیان گر، نگاهی مردانه و رفتاری قدرتمند را به نمایش می‌گذاشت و مردم را با خود همراه می‌کرد. در زمان ساخت زیرهشت حال خوشی داشتم، هر آنچه را که می‌خواستم در اختیارم بود، عجله ای برای اتمام کار در میان نبود. شاید به همین خاطر است که زیرهشت در بین کارهایم بسیار به خودم نزدیک است و نسبت به آن تعصب دارم. زیرهشت را خیلی تلاش کردند تا در بین آثار نرم و لطیف و پفکی سریال‌های دختر و پسری، خانواده‌های بی درد و غم، لوکیشن‌های شیک و تر و تمیز و چهره‌های ویترینی زیر ابرو برداشته، به زمختی و تلخی و سیاهی نشان دادن حقایق، پنهان کنند، اما بار دوم و به بهانه بازپخش آن و استقبال مردم از آن برای بار دیگر متقاعد شدم که زیرهشت همان داروی تلخی است که برای درمان بیمار پردرد معجزه می‌کند و شفا می‌دهد و بار دیگر می‌گویم زیرهشت ناموس من است.

## جوایز و نامزدها
| ۱۳۹۰ | دوازدهمین دوره جشن حافظ |                                 |              |          |
| ۱۳۹۰ | دوازدهمین دوره جشن حافظ | بهترین مجموعه تلویزیونی         | الهام غفوری  | نامزدشده |
| ۱۳۹۰ | دوازدهمین دوره جشن حافظ | بهترین کارگردانی تلویزیونی      | سیروس مقدم   | نامزدشده |
| ۱۳۹۰ | دوازدهمین دوره جشن حافظ | بهترین بازیگر مرد درام تلوزیونی | امیر جعفری   | برنده    |
| ۱۳۹۰ | دوازدهمین دوره جشن حافظ | بهترین خواننده ترانه تیتراژ     | محمد اصفهانی | نامزدشده |